# Wireless access point

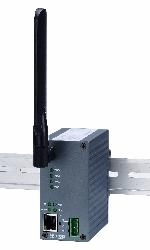
Industrieel wireless access point

In computernetwerken is een WAP ofwel wireless access point (draadloos toegangspunt) een apparaat dat het wificlients mogelijk maakt om verbinding te maken met een draadloos netwerk volgens een van de wifistandaarden (IEEE 802.11). Bij publiek toegankelijke wifinetwerken geeft de WAP toegang tot internet nadat de persoon is geautoriseerd bij het netwerk. In geval van private draadloze netwerken geeft de WAP-toegang aan zowel lokale netwerkresources (fileserver, printers et cetera) als via een router ook tot internet.

## Public WAP
De twee hoofdgroepen WAP's zijn de publieke of openbare WAP's die vaak gebruikmaken van industriële modellen die compleet gemonteerd zijn op een module die op een zogenaamde DIN rail past. Openbare WAP's gebruiken over het algemeen geen enkele vorm van encryptie binnen de free-to-air draadloze communicatie en ze sturen ook hun SSID uit: iedereen die een apparaat met wifi-ondersteuning heeft, kan verbinding maken met de draadloze infrastructuur. Bij commerciële WAP's wordt de internetbrowser vervolgens automatisch toegeleid naar de authenticatie.  Een autorisatie-webpagina wordt geopend zodat de gebruiker kan inloggen of zich toegang kan aanschaffen (met behulp van creditcard of een andere betaalvorm). Dergelijke openbare WAP's worden vaak geëxploiteerd door (inter)nationaal opererende providers. Als iemand abonnee is bij die provider, of als er een 'roaming-overeenkomst' is tussen die provider en de eigen provider, kan deze persoon inloggen met het bestaande account.
Daarnaast zijn er ook aanbieders van internettoegang die zelf helemaal geen WAP's exploiteren, maar wel overeenkomsten hebben met alle grote exploitanten wereldwijd, zodat er met één account ingelogd kan worden op veel openbare access points. Pas nadat er succesvol is ingelogd is er toegang tot internet.

## Home WAP
Veel abonnees van breedbandinternet hebben een gecombineerde Wi-Fi access point, router en (kabel- of xDSL-)"modem". Dergelijke combinatie-WAP's worden vaak meegeleverd met een breedbandaansluiting. De eigenaar kan ervoor kiezen om zijn SSID wel of niet zichtbaar te maken. In de meeste gevallen zal een dergelijk access point gebruikmaken van encryptie: hierdoor kan het access point alleen gebruikt worden als de geheime sleutel bekend is. Hiermee wordt op de eerste plaats voorkomen dat derden (gratis) toegang hebben tot internet, en mogelijk de aansluiting misbruiken voor het versturen van spam of het delen van bestanden. Ten tweede dat derden toegang kunnen krijgen tot andere delen van het thuisnetwerk, en ten derde is het door de encryptie niet mogelijk om al het internetverkeer te onderscheppen. De instellingen van de WAP, zoals de geheime encryptiesleutel, zijn lokaal opgeslagen in de WAP zelf.
Veelgebruikte beveiligingen voor encryptie zijn Wired Equivalent Privacy of WEP en Wi-Fi Protected Access ofwel WPA.

## Bedrijfs-WAP
Veel bedrijven bieden voor hun werknemers naast de bekabelde infrastructuur ook wifi toegang aan, met name voor de gebruikers van een laptop. Om het bedrijf worden daarvoor diverse WAP's geïnstalleerd om voldoende dekking te bieden. Ook hier zal het verkeer versleuteld zijn, maar nu is er geen sprake van een algemene encryptiesleutel voor het WLAN, maar authenticeren de gebruikers zich via EAP-authenticatie in combinatie met een RADIUS server, via de Windows Active Directory of met behulp van certificaten en eventuele (hardware) tokens. Vaak wordt in dergelijke set-up meer dan één SSID gebruikt: er is een SSID die toegang biedt tot dezelfde resources als het bekabelde LAN en mag alleen gebruikt worden door eigen medewerkers die een laptop van de zaak gebruiken en er is een SSID die slechts beperkte functionaliteit aanbiedt, bijvoorbeeld alleen internet-toegang en printen. Dit WLAN is dan bestemd voor mensen die een 'vreemde' laptop gebruiken (leveranciers, klanten of partners die aan een bepaald project werken).